# Garridohutia
De garridohutia (Capromys garridoi)  is een zoogdier uit de familie van de stekelratten (Echimyidae). De wetenschappelijke naam van de soort werd voor het eerst geldig gepubliceerd door Varona in 1970.

## Voorkomen
De soort komt voor in Cuba.